# Václav Klaus
Václav Klaus (Prága, 1941. június 19.) a Cseh Köztársaság második elnöke, korábbi cseh miniszterelnök, illetve csehszlovák pénzügyminiszter. Az egyik legjelentősebb cseh párt, a Polgári Demokrata Párt (csehül Občanská demokratická strana, rövidítve ODS) alapítója, korábbi elnöke és tiszteletbeli elnöke 2008. december 6-ig.
2003 márciusában lett köztársasági elnök, Václav Havelt váltva. 2008-ban újraválasztották. Klaus aláírásának megtagadásával jelentősen késleltette a Lisszaboni szerződés
ratifikációs folyamatát, miután minden állam, így (a parlamenten keresztül) Csehország is ratifikálta.

## Életpályája
Prága Vinohrady kerületében nőtt fel. 1963-ban végezte el a Prágai Közgazdasági Egyetemet. Ezután egy ideig tanult olasz egyetemeken (1966) és az Amerikai Egyesült Államokban a Cornell Egyetemen.
A „prágai tavasz” idején a reformpárti, nem kommunista Tvář („Az Arc”) magazinban és a Literární noviny vezető hetilapban publikált gazdasági tárgyú cikkeket. Ezután posztgraduális tanulmányokat folytatott a Csehszlovák Tudományos Akadémia Közgazdaságtudományi Intézetében. Innen 1970-ben távozott (saját beszámolója szerint nem jószántából és politikai okokból). 1971 és 1978 közt a Csehszlovák Állami Banknál töltött be különböző pozíciókat. 1987-ben csatlakozott a Csehszlovák Tudományos Akadémia reformpárti Előrejelző Intézetéhez.
Korábbi egyetemétől az 1990-es években pénzügyi professzori minősítést kapott, szimpatizánsai ezért gyakran „professzor úrnak” szólítják. Már a köztársaság elnökeként közgazdasági szemináriumokat is tartott az egyetemen.
1990 óta csaknem ötven díszfokozatot kapott és több, mint 20 könyvet publikált társadalmi, politikai és gazdasági témákról. (Ezek többnyire cikk- és beszédgyűjtemények, illetve a legutóbbi öt elnöki évkönyv.)

## Családja

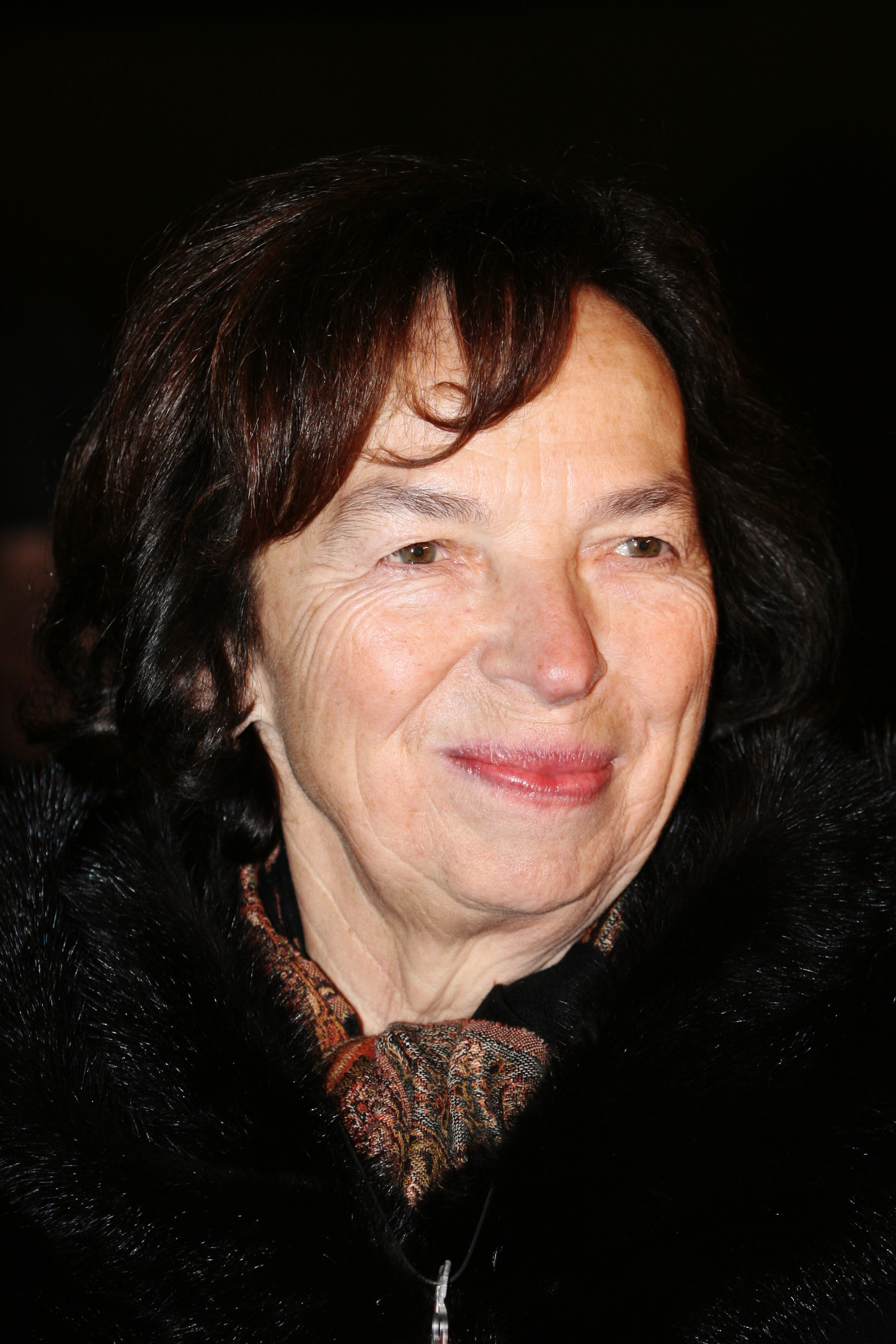
Livia Klausová.

Felesége 1968 óta a szlovák származású Livia Klausová (eredeti nevén Livia Rosamunda Mištinová) közgazdász. Két fiuk van, Václav és Jan, és öt unokájuk.

## A politikában

### Korai politikai pályája
Klaus csak az 1989-es Bársonyos Forradalmat követően lépett a politikába. Tagja és 1990 októberétől elnöke is volt a Polgári Fórumnak (csehül Občanské fórum, rövidítve OF). OD-politikusoként lett 1989. december 10-én szövetségi pénzügyminiszter (1992. július 2-áig). Miután az OD darabokra szakadt, Klaus 1991 áprilisában részt vett a legerősebb – és közgazdasági szempontból legjobboldalibb – OD-utódpárt, az ODS megalapításában. 2002 decemberéig a párt elnöke volt, ekkor a sorozatos választási kudarcokat követően lemondott. Ma a párt tiszteletbeli elnöke.

## Miniszterelnöksége
1992 júniusában Csehországban az ODS nyerte a választásokat, Szlovákiában pedig a Vladimír Mečiar-vezette Demokratikus Szlovákiáért Mozgalom. A szlovák szuverenitási igények nyomán gyorsan világossá vált, hogy Csehszlovákia annak ellenére sem összetartható, hogy a csehek egy laza federációt támogattak volna. A két párt vezetői elfoglalták a miniszterelnöki pozíciókat és népszavazás nélkül egyszerűen megegyeztek Csehszlovákia kettéválásáról. (Ezt később néha „bársonyos válás” néven emlegették.)
Az ODS az 1996-os választásokon ismét nyert, igaz, már, sokkal kisebb előnnyel, de Klaus miniszterelnök maradt. Második kormánya politikai bizonytalansággal, gazdasági nehézségekkel és záporozó korrupciós vádakkal nézett szembe. Egy pártfinanszírozási botrányt követően Klaust 1997 novemberében lemondásra kényszerítették. Ezt az eseményt Klaus szimpatizánsai később „szarajevói merénylet” néven emlegették, mert az első távozására felszólító felhívások egybeestek Klaus szarajevói látogatásával. Amíg miniszterelnök volt, következetesen elhárította a felelősséget a pártján belüli korrupciós botrányokért és még azt is elutasította, hogy beszéljen róluk.
Václav Havel akkori köztársasági elnök nyíltan „gengszterkapitalizmusnak” nevezte Klaus gazdaságpolitikáját és bírálta a miniszterelnököt a kuponos privatizáció politikája okozta korrupcióért és azért, hogy közvetlen szövetségeseivel vette körül magát, mint a fogász, politikus és vállalkozó Miroslav Macek.

## Köztársasági elnöksége
Két egymás utáni általános választást is elveszítve Klaus bejelentette, hogy lemond a párt vezetéséről, de elindul a köztársasági elnöki pozícióért, hogy Havel után ő legyen az új elnök. 2003 februárjában kétszer is érvénytelen volt a cseh parlamentben az elnökválasztás. Klaust a harmadik fordulóban választották meg, ami csak a kommunisták szavazatával volt lehetséges.[forrás?]

### A chilei toll-lopás ügy
2011 áprilisában Klaus hivatalos látogatáson volt Chilében. A chilei elnökkel együtt tartott sajtótájékoztatón Klaus az előtte heverő tolltartót kinyitotta, kivette belőle a protokoll tollat, majd az asztal alatt zsebre tette. Tette mindezt a kamerák kereszttüzében.

## Magyarul megjelent művei
- Mario I. Blejer–Fabrizio Coricelli: 3 ország, 3 történet, 3 szereplő. Rendszerváltozás Kelet-Közép-Európában. Interjú Leszek Balcerowicz-cal, Bod Péter Ákossal és Václav Klaus-szal; tan. Bod Péter Ákos, ford. Keszthelyi Klára; Széphalom Könyvműhely, Bp., 1997
- Václav Klaus–Jiří Weigl: Népvándorlás. Útmutató a jelenlegi migrációs válság megértéséhez; Századvég, Bp., 2018
- A szabadság hullámvasútján; ford. Benyo Iván; Közép- és Kelet-európai Történelem és Társadalom Kutatásáért Közalapítvány, Bp., 2020
- Az infláció visszatérése. A könnyelmű eladósodás síkos útja; ford. Forgács Ildikó; MCC Press, Budapest, 2023

## Magyar kitüntetése
- A Magyar Érdemrend nagykeresztje (2022)